# Coleophora argentula
Coleophora argentula é uma espécie de mariposa do gênero Coleophora pertencente à família Coleophoridae.